# Otto Birg
Otto Birg (* 19. Juni 1926 in Đurđevac, Königreich Jugoslawien; † 23. Mai 2015) war ein deutscher Maler, Zeichner und Bildhauer.

## Leben
Otto Birg stammte aus einer wohlhabenden Bürgerfamilie. Bereits im Alter von 14 Jahren (im Jahr 1940) nahm er Zeichenunterricht beim russischen Maler Hradsenkov. Nach dem Besuch des Gymnasiums in Werschetz (1944) begann er ein Zeichenstudium in Wien, musste es jedoch aufgrund der Kriegssituation unterbrechen. Nach Kriegsende nahm er das Kunststudium 1947 an der nach Ellingen ausgelagerten Kunstakademie Nürnberg wieder auf. Von 1948 bis 1954 studierte er an der Kunstakademie Karlsruhe bei Karl Hubbuch und Erich Heckel. Die Lehrer ermöglichtem ihm 1952 die erste Ausstellung in der Kunsthalle Baden-Baden. Nach seinem Abschluss erhielt er 1955 ein Stipendium für ein dreimonatiges Studium in Paris. Seither folgten zahlreiche Einzelausstellungen im In- und Ausland.
Er war einer der ersten Preisträger des Kunstpreises der „Freunde der Kunst“ in München.
Zitat: „Mein Wunsch ist es, den Begriff ‚Form‘ zu festigen, ihn mit Farbe zu bereichern und damit den emotionalen Inhalt der Kunst zu vertiefen.“
Birg lebte in Gernsbach.

## Einzelausstellungen
- 1952: Erste Ausstellung in der Kunsthalle Baden-Baden unter anderem zusammen mit Otto Dix.[3]
- 1957: Volksmuseum Koprivnica / ehemaliges Jugoslawien / Kroatien
- 1962: Galerie Deutscher Bücherbund, Karlsruhe
- 1962: Galerie Salzhaus, Offenburg
- 1963: Galerie Technische Hochschule, Karlsruhe
- 1969: Pagodenburg Rastatt
- 1971: Kleines Kunstkabinett, Bernhausen
- 1972: Staatsgalerie Temeswar / Rumänien
- 1972: Volksmuseum Werschetz / ehemaliges Jugoslawien / Serbien
- 1972: Alter Amtshof, Gernsbach
- 1973: Stiftung Haus der deutschen Heimat, Berlin
- 1974: Siemens, Erlangen
- 1977: Kunstverein Coburg
- 1979: Deutschlandhaus Berlin
- 1980: Rathaus Gaggenau
- 1981: Rathaus Gernsbach
- 1982: Brenners Parkhotel, Baden-Baden
- 1983: Haus der Donauschwaben, Sindelfingen
- 1983: Brenners Parkhotel, Baden-Baden
- 1985: Landratsamt Rastatt
- 1986: Vantaa, Finnland
- 1987: Landeskreditbank Karlsruhe
- 1988: Volksbank Rastatt
- 1989: Alpirsbacher Galerie, Alpirsbach
- 1990: Zürich
- 1992: Freiburg
- 1992: Rathaus Gernsbach
- 1996: Künstlerhaus Karlsruhe
- 1996: Rathaus Gernsbach
- 1998: Landratsamt Rastatt
- 1998: Kunstkaufhaus Dengel, Baden-Baden
- 2004: Rathaus Gernsbach
- 2006: Künstlerhaus Karlsruhe (zum 80. Geburtstag)
- 2007: Kroatisches Generalkonsulat der Republik Kroatien in Stuttgart
- 2008: Ausstellung zu AI in Ulm
- 2011: 200. Jubiläumsausstellung im Rathaus Gernsbach

Im Ausland:
Alexandrien, Aleppo, Santiago de Chile, Bagdad, Amman, Kairo, Dubrovnik, Osijek, u. a.

## Werke
(kein Anspruch auf Vollständigkeit)
- In früheren Bonner Ministerien, in den Regierungspräsidien Freiburg und Karlsruhe hingen und hängen 40 Ölbilder von Otto Birg.
- Gernsbach: Stele aus Beton im Innenhof der Realschule, Sgraffito „Lebensbaum“ an der Hauptschule Von-Drais-Straße, Brunnen bei der Ebersteinhalle im Ortsteil Obertsrot, mehrere Wappen an der Außenseite des Gernsbacher Rathauses. Kindertor aus Aluminium an der Augusta-Sybilla-Schule in Rastatt